# Верхнекалинское сельское поселение
Верхнекалинское сельское поселение — бывшее муниципальное образование, входившее в состав Чусовского муниципального района Пермского края Российской Федерации. Административный центр — село Верхнее Калино.

## История
Статус и границы сельского поселения установлены Законом Пермской области от 1 декабря 2004 года № 1892-414 «Об утверждении границ и о наделении статусом муниципальных образований административной территории города Чусового Пермского края».
Упразднено Законом Пермского края от 25 марта 2019 года и вместе с другими муниципальными образованиями Чусовского муниципального района преобразовано путём их объединения в новое муниципальное образование — Чусовской городской округ.

## Население
| 2010  | 2012  | 2013  | 2014  | 2015  | 2016  | 2017  |
| ----- | ----- | ----- | ----- | ----- | ----- | ----- |
| 2429  | ↘2404 | ↘2379 | ↘2374 | ↘2371 | ↘2357 | ↘2304 |
| 2018  | 2019  |       |       |       |       |       |
| ↘2264 | ↘2050 |       |       |       |       |       |

## Населённые пункты
В состав сельского поселения входили 17 населённых пунктов:
| №  | Населённый пункт | Тип     | Население |
| -- | ---------------- | ------- | --------- |
| 1  | Антыбары         | деревня | ↗57       |
| 2  | Борисово         | деревня | ↘123      |
| 3  | Брусун           | деревня | ↘5        |
| 4  | Верхнее Калино   | село    | ↘867      |
| 5  | Ермаковка        | деревня | ↘25       |
| 6  | Заозерье         | деревня | ↘5        |
| 7  | Заречка          | деревня | ↘19       |
| 8  | Казаево          | деревня | ↘2        |
| 9  | Копально         | село    | ↘332      |
| 10 | Кучино           | деревня | ↘118      |
| 11 | Мартелово        | деревня | ↘36       |
| 12 | Мичурино         | деревня | ↘47       |
| 13 | Мохнутино        | деревня | →1        |
| 14 | Мыс              | посёлок | ↘257      |
| 15 | Нижнее Калино    | деревня | ↘132      |
| 16 | Саламатово       | деревня | ↘194      |
| 17 | Темная           | деревня | ↘18       |